# 포항시립교향악단
포항 시립 교향악단(浦項市立交響樂團, Pohang City Symphony Orchestra)은 경상북도의 대표적인 관현악단이다. 아마추어 악단이었던 포항관현악단과 포항교향악단을 합쳐 1990년 3월에 창단되었고, 초대 상임 지휘자는 이낙성이었다.
1998년에 제 2대 상임지휘자로 박성완이 취임해 2007년까지 재직했고, 2000년 10월에는 자매결연 도시인 일본의 조에쓰 시에서 초청 연주회를 가지기도 했다. 2008년에는 제 3대 상임지휘자로 유종이 임명되었으며 2012년 제 4대 상임지휘자로 이현세가, 2019년 제 5대 상임지휘자로 임헌정이 이끌었으며, 2024년 제 6대 상임지휘자로 차웅이 임명되어 현재까지 이끌고 있다. 주요 공연장은 포항문화예술회관 대공연장이다.